# Анисова, Тамара Алексеевна
Тама́ра Алексе́евна Ани́сова (20 апреля 1929, Моргаушский район, Чувашская АССР — 5 ноября 2001, Моргауши, Моргаушский район, Чувашия) — советский и российский чувашский педагог, депутат Верховного Совета СССР.

## Биография
Родилась 20 апреля 1929 года в селе Шептахи. Чувашка. Член КПСС с 1954 года. Образование высшее — окончила Чувашский государственный педагогический институт.
С 1950 года преподавала химию и биологию в Сольвейской, а с 1953 по 1995 годы — в Моргаушской средней школе Моргаушского района Чувашской АССР.
Депутат Совета Национальностей Верховного Совета СССР 9 созыва (1974—1979) от Чебоксарского сельского избирательного округа № 681 Чувашской АССР. Член Комиссии по народному образованию, науке и культуре Совета Национальностей.
Скончалась 5 ноября 2001 года в селе Моргауши.

## Почётные звания
- Заслуженный учитель школы Чувашской АССР (1970)
- Заслуженный учитель школы РСФСР (1973)